# Komisja Sprawiedliwości i Praw Człowieka

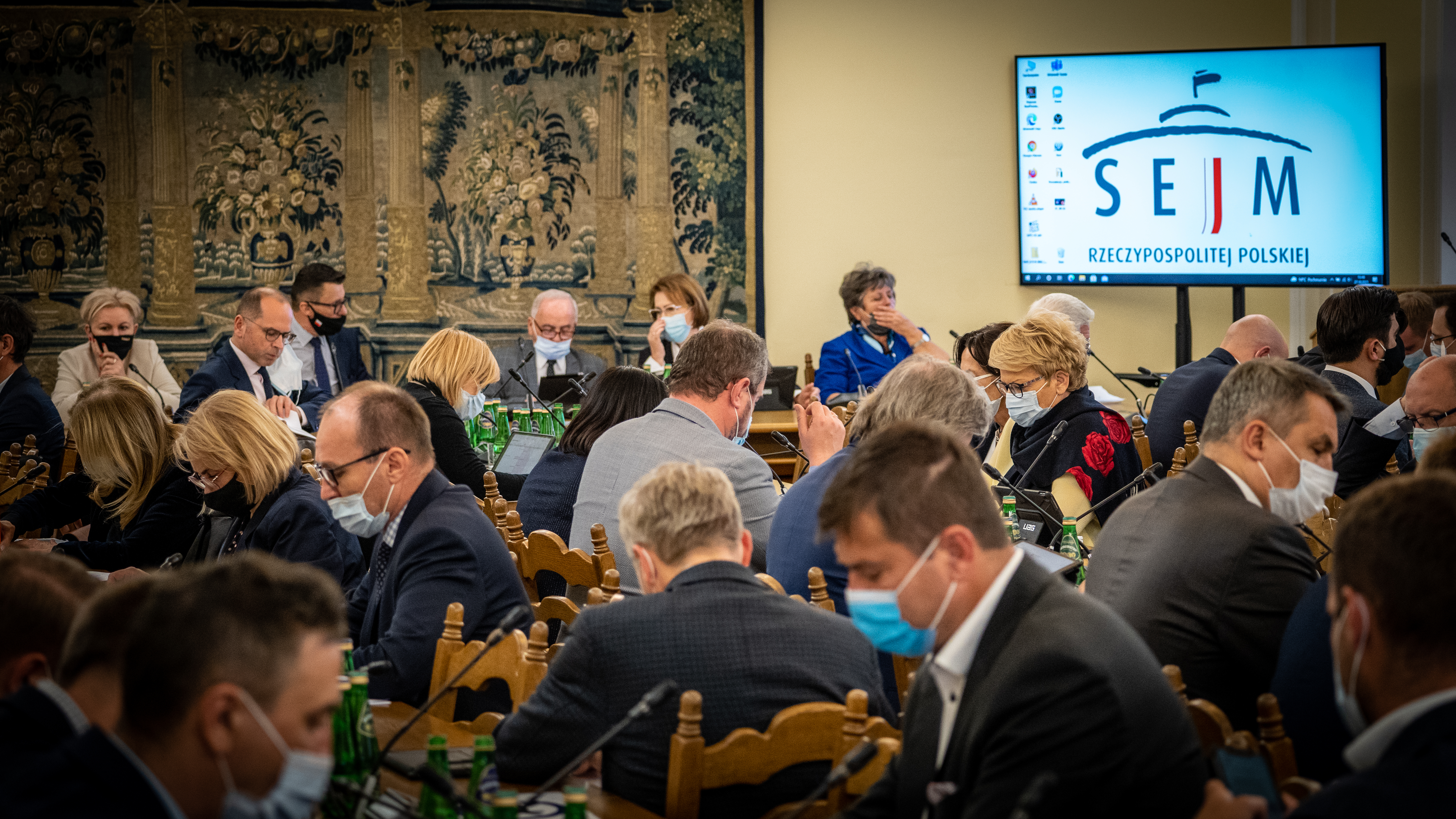
Posiedzenie Komisji Sprawiedliwości i Praw Człowieka (2021)

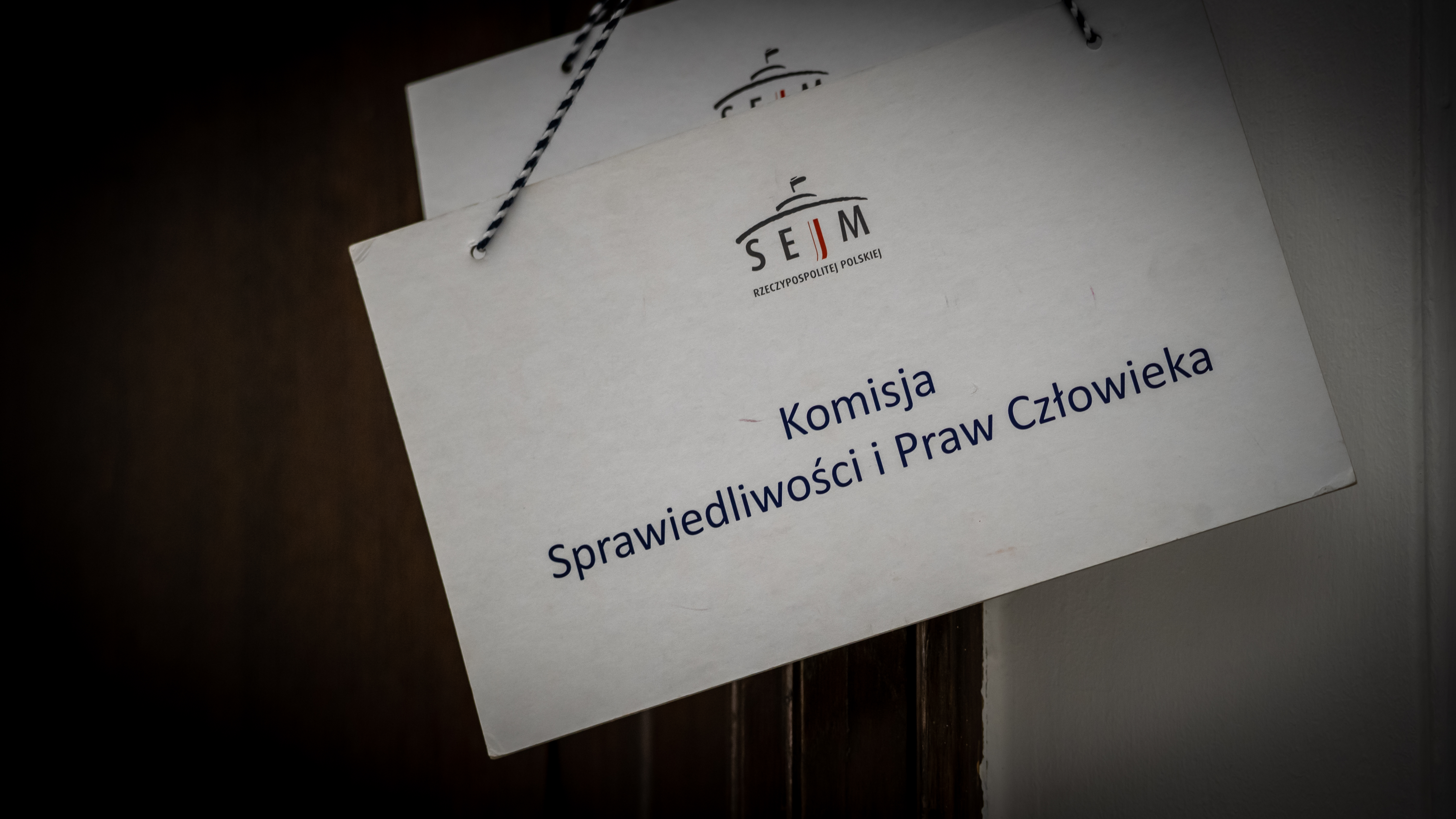
Informacja o trwającym posiedzeniu Komisji

Komisja Sprawiedliwości i Praw Człowieka (skrót: SPC) wchodzi w skład stałych komisji sejmowych. Do zakresu jej zadań należą sprawy:przestrzegania prawa i praworządności, sądów, prokuratury, notariatu, adwokatury i obsługi prawnej, funkcjonowania samorządów adwokackiego i radcowskiego, sprawy przestrzegania praw człowieka.
W Sejmie X kadencji PRL i Sejmie I kadencji działała jako Komisja Sprawiedliwości.

## Komisja wSejmie X kadencji

### Prezydium
- Paweł Śliz (Polska2050-TD) – przewodniczący
- Patryk Jaskulski (KO) – zastępca przewodniczego
- Katarzyna Piekarska (KO) – zastępca przewodniczego
- Michał Pyrzyk (PSL-TD) – zastępca przewodniczego
- Michał Woś (PiS) – zastępca przewodniczego
- Anna Maria Żukowska (Lewica) – zastępca przewodniczego

### Podkomisje
- Podkomisja stała do spraw udziału i roli społeczeństwa obywatelskiego w wymiarze sprawiedliwości oraz społecznej kontroli prokuratury (SPC01S)[1]
  - przewodniczący – wakat
- Podkomisja stała do spraw wykonywania przez Polskę wyroków Europejskiego Trybunału Praw Człowieka oraz wyroków Trybunału Sprawiedliwości Unii Europejskiej (SPC02S)[2]
  - przewodnicząca – Iwona Karolewska (KO)

## Prezydium Komisji IX kadencji Sejmu[3]
- Marek Ast (PiS) – przewodniczący
- Kamila Gasiuk-Pihowicz (KO) – zastępca przewodniczącego
- Anna Milczanowska (PiS) – zastępca przewodniczącego
- Krzysztof Paszyk (KP) – zastępca przewodniczącego

## Prezydium Komisji VIII kadencji Sejmu[4]
- Stanisław Piotrowicz (PiS) – przewodniczący
- Andrzej Matusiewicz (PiS) – zastępca przewodniczącego
- Tomasz Rzymkowski (Kukiz’15) – zastępca przewodniczącego
- Małgorzata Wassermann (PiS) – zastępca przewodniczącego
- Wojciech Wilk (PO) – zastępca przewodniczącego[5]

## Prezydium Komisji VII kadencji Sejmu[6]
- Stanisława Prządka (SLD) – przewodniczący
- Robert Biedroń (RP) – zastępca przewodniczącego
- Jerzy Kozdroń (PO) – zastępca przewodniczącego
- Stanisław Piotrowicz (PiS) – zastępca przewodniczącego

## Prezydium Komisji VI kadencji Sejmu[7]
- Ryszard Kalisz (SLD) – przewodniczący
- Beata Kempa (PiS) – zastępca przewodniczącego
- Arkadiusz Mularczyk (PiS) – zastępca przewodniczącego
- Wojciech Wilk (PO) – zastępca przewodniczącego

## Prezydium Komisji V kadencji Sejmu[8]
- Cezary Grabarczyk (PO) – przewodniczący
- Tomasz Dudziński (PiS) – zastępca przewodniczącego
- Arkadiusz Mularczyk (PiS) – zastępca przewodniczącego
- Julia Pitera (PO) – zastępca przewodniczącego

## Prezydium Komisji IV kadencji Sejmu[9]
- Katarzyna Piekarska (SLD) – przewodniczący
- Irena Nowacka (SLD) – zastępca przewodniczącego
- Zbigniew Wassermann (PiS) – zastępca przewodniczącego

## Prezydium Komisji III kadencji Sejmu[10]
- Aleksander Bentkowski (PiS) – zastępca przewodniczącego
- Grzegorz Kurczuk (SLD) – zastępca przewodniczącego
- Marek Markiewicz (AWS) – zastępca przewodniczącego
- Jerzy Wierchowicz (UW) – zastępca przewodniczącego

## Prezydium Komisji II kadencji Sejmu[11]
- Aleksander Bentkowski (PSL) – przewodniczący
- Marek Dyduch (SLD) – zastępca przewodniczącego
- Andrzej Gaberle (UW) – zastępca przewodniczącego
- Krzysztof Kamiński (niez.) – zastępca przewodniczącego

## Prezydium Komisji I kadencji Sejmu[12]
- Aleksander Bentkowski (PSL) – przewodniczący
- Zbigniew Siemiątkowski (SLD) – zastępca przewodniczącego
- Jacek Taylor (UD) – zastępca przewodniczącego
- Stanisław Zając (ZChN) – zastępca przewodniczącego

## Prezydium Komisji X kadencji Sejmu PRL[13]
- Józef Zych (PSL) – przewodniczący
- Stanisław Babiński (PZPR) – zastępca przewodniczącego
- Andrzej Kern (OKP) – zastępca przewodniczącego
- Andrzej Konopka (SD) – zastępca przewodniczącego